# Бонфин, Тьягу
Тьягу Бонфин Кампос Дантас (порт. Thiago Bomfim Campos Dantas, род. 21 сентября 1990, Рио-де-Жанейро) — бразильский хоккеист (хоккей на траве), вратарь. Участник летних Олимпийских игр 2016 года.

## Биография
Тьягу Бонфин родился 21 сентября 1990 года в бразильском городе Рио-де-Жанейро.
Играл в хоккей на траве за «Кариоку» из Рио-де-Жанейро.
В 2013 году в составе сборной Бразилии занял 7-е место на Панамериканском чемпионате в Торонто.
В 2015 году в составе сборной Бразилии занял 4-е место в хоккейном турнире Панамериканских игр в Торонто, провёл 6 матчей.
В 2016 году вошёл в состав сборной Бразилии по хоккею на траве на летних Олимпийских играх в Рио-де-Жанейро, занявшей 12-е место. Играл на позиции вратаря, провёл 4 матча.
За высокий рост получил прозвище Таффарел — по имени вратаря сборной Бразилии по футболу Клаудио Таффарела.